# Ruprecht Düll
Ruprecht Peter Georg Düll (* 18. Februar 1931 in Weimar; † 7. Juni 2014 in Bad Münstereifel) war ein deutscher Botaniker. Sein offizielles botanisches Autorenkürzel lautet „Düll“.

## Leben und Wirken
Bereits als Kind war Düll von der Pflanzenwelt fasziniert und begleitete seinen Vater auf dessen Exkursionen. Von 1950 bis 1955 absolvierte er ein Biologiestudium (im Hauptfach Botanik) an der Universität Jena, das er mit Diplom abschloss. 1961 veröffentlichte er eine Abhandlung über die Bastard-Mehlbeeren, in der er die von ihm entdeckte Badische Mehlbeere wissenschaftlich beschrieb. In der Folgezeit war er wissenschaftlicher Assistent an der Humboldt-Universität zu Berlin und nach seiner Flucht aus der DDR an den Universitäten in Heidelberg und Tübingen, wo er auch promovierte. Nach einer Lehrerzeit an einem Gymnasium in Karlsruhe und seiner zweiten Hochzeit im Jahre 1969 wurde er stellvertretender Direktor des Botanischen Gartens in Oldenburg. Von 1971 bis 1996 war er Professor und Lehrstuhlinhaber für Botanik an der Gerhard-Mercator-Universität in Duisburg. Daneben machte er mehrere botanische Expeditionen nach Mexiko, auf atlantische Inseln, in die Ägäis und nach Nordamerika. Dülls Hauptaugenmerk galt der Erforschung und Kartierung von Moosarten sowie heimischer und mediterraner Blütenpflanzen.

## Publikationen
- 1959: Unsere Ebereschen und ihre Bastarde. In: Die Neue Brehm-Bücherei 226; Nachdruck 2006.
- 1961: Die Sorbus-Arten und ihre Bastarde in Bayern und Thüringen. In: Berichte der Bayerischen Botanischen Gesellschaft Band 34, S. 11–65.
- 1976: Botanisch-Ökologisches Exkursionstaschenbuch. 1. Auflage. Ab 2. Auflage (1986) zusammen mit Herfried Kutzelnigg. Neuer Titel: Taschenlexikon der Pflanzen Deutschlands (6. Auflage, 2005, 7. Auflage, 2011, 8. Aufl. 2016), Die Wild- und Nutzpflanzen Deutschlands (9. Aufl. 2022)
- 1980: Die Moose (Bryophyta) des Rheinlandes unter Berücksichtigung der selteneren Arten des benachbarten Westfalen und Rheinland-Pfalz
- 1985: Exkursionstaschenbuch der wichtigsten Moose Deutschlands. Eine Einführung in die Mooskunde, mit besonderer Berücksichtigung der Biologie und Ökologie der Moose (für die Lupenbestimmung der leicht erkennbaren Arten im Gelände). Rheydt 1985.
- 2000: Farbatlas Flechten und Moose (mit Volkmar Wirth)
- 2003: Geheimnisse der Mittelmeerflora (mit Irene Düll)
- 2007: Taschenlexikon der Mittelmeerflora (mit Irene Düll)
- 2012: Moose einfach und sicher bestimmen: Ein illustrierter Exkursionsführer zu den Arten Deutschlands und angrenzender Länder (mit Barbara Düll-Wunder)